# Juliana von Nikomedia

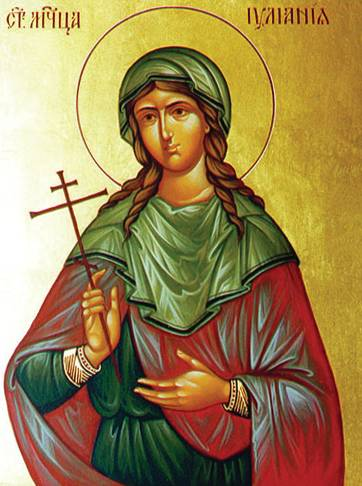
Juliana von Nikomedia

Juliana von Nikomedia (auch Juliana von Nikomedien) (* 285 in Nikomedien; † 304 ebenda) war Heilige und Märtyrin der frühen Kirche. Der Überlieferung nach erlitt sie das Martyrium während der Christenverfolgungen unter den Kaisern Diokletian und Maximian im Jahre 304. Sie ist die Patronin bei Entbindungen und Krankheit.

## Historischer Hintergrund
Sowohl die römisch-katholische als auch die griechisch-orthodoxe Kirche führen eine heilige Märtyrin namens Juliana in ihren Martyrologien auf. Die älteste historische Erwähnung findet sich im Martyrologium Hieronymianum für den 16. Februar; dort wird ihr Geburtsort als Cumae, Kampanien („In Campania Cumbas, natale Julianae“) angegeben.
Diese Erwähnung ist nur in dem einzigen Manuskript der oben genannten Liste von Märtyrern (dem Codex Epternacensis) enthalten. Dennoch ist klar, dass die Erwähnung authentisch ist; dies wird durch einen Brief des heiligen Gregor deutlich, der die besondere Verehrung der heiligen Juliana in der Gegend von Neapel bezeugt. Eine fromme Frau namens Januaria hatte eine Kirche auf einem ihrer Anwesen gebaut und wünschte für deren Weihe Reliquien der Heiligen Severinus und Juliana. Gregor schrieb an Fortunatus, den Bischof von Neapel, und wies ihn an, dem Wunsch Januarias zu entsprechen („Gregorii Magni epist., lib. IX, ep. xxxv“, in Mignes Patrologia Latina, LXXXVII, 1015).

## Die Überlieferung
Die Taten der heiligen Juliana, die Beda Venerabilis in seinem Martyrologium aufführt, sind nicht geschichtlich belegt. Nach dem Bericht lebte die heilige Juliana in Nikomedien und war dem Senator Eleusius versprochen. Ihr Vater Africanus war Heide und den Christen gegenüber feindlich eingestellt. Während der Christenverfolgungen unter Diokletian und Maximian wurde Juliana enthauptet, nachdem sie die Folter ertragen hatte. Eine weitere Christin, Barbara, erlitt mit ihr den Märtyrertod und wurde ebenfalls heiliggesprochen.
Wenig später kam eine Adelige namens Sephonia durch Nikomedien und nahm den Leichnam der Heiligen mit nach Italien, wo sie ihn in Kampanien begraben ließ. Offensichtlich war es diese Überführung des Leichnams, die dazu führte, dass die Identität der Märtyrin Juliana, die in Nikomedia verehrt wurde, mit der der heiligen Juliana von Cumae verschmolz.

## Spätere Geschichte
Die Verehrung der Heiligen Juliana war im Mittelalter weit verbreitet, besonders in den Niederlanden. Zu dieser Zeit wurde sie Patronin bei Entbindungen und Krankheit.
Zu Beginn des 13. Jahrhunderts wurden ihre Reliquien nach Neapel überführt; von dieser Überführung existiert noch ein zeitgenössischer Bericht. Der Gedenktag der Heiligen wird in der katholischen Kirche am 16. Februar gefeiert, in der griechisch-orthodoxen am 21. Dezember.
In der Ikonographie  wird die heilige Juliana unter der Folter dargestellt, oder im Kampf mit einem geflügelten Teufel bzw. den Teufel an der Kette führend. Sie wird auch mit Buch und Märtyrerkrone abgebildet, wobei meist ein Teufel mit einer bittenden Gebärde zu ihren Füßen sitzt.